# Sahorre
Sahorre en francés y oficialmente, Saorra en catalán, es una pequeña localidad y comuna francesa, situada en el departamento de Pirineos Orientales en la región de Languedoc-Rosellón y comarca histórica del Conflent. 
A sus habitantes se les conoce por el gentilicio de sahorrais en francés o saorrans en catalán.

## Demografía
| 264 | 445 | 370 | 359 | 333 | 347 |
| Para los censos de 1962 a 1999 la población legal corresponde a la población sin duplicidades (Fuente: INSEE [Consultar]) |     |     |     |     |     |